# Rohertrag
Der Rohertrag, Rohgewinn, Bruttoertrag (englisch gross profit) oder Bruttomarge (englisch gross margin) ist eine betriebswirtschaftliche Kennzahl, die die Differenz zwischen Umsatzerlösen und Waren- bzw. Materialeinsatz darstellt. Sie ist von der bilanziellen Erfolgsgröße Rohergebnis zu unterscheiden.

## Allgemeines
Durch die Gegenüberstellung von Umsatzerlösen und Wareneinsatz ist der Rohertrag eine absolute Kennzahl, die sich als Differenz aus Umsatzerlösen und Wareneinsatz ergibt. Er lässt sämtliche Kosten und sonstigen Erträge unberücksichtigt, weshalb er auch als Bruttomarge bezeichnet wird. Im Handel entspricht der prozentuale Rohertrag der Handelsspanne. Der Rohertrag lässt sich für beliebige Produkte als Stück-, Artikel-, Artikelgruppen-, Warengruppen- und Warenbereichsspanne berechnen. Die Summe aller Stückspannen ergibt den Betriebsrohertrag bzw. die Betriebshandelsspanne.

## Positionen der Gewinn- und Verlustrechnung
Der Rohertrag ist eine Zwischensumme, die sich aus der Gewinn- und Verlustrechnung beim Gesamtkostenverfahren gemäß § 275 Abs. 2 HGB wie folgt ergibt:
```
    Position                
Gesamtkostenverfahren

    nach § 275 HGB
    Position 1              
Umsatzerlöse

    Position 2              +/- 
Bestandsveränderung

    Position 3              + aktivierte 
Eigenleistungen

                            = 
Gesamtleistung

    Position 5              - 
Materialkosten

                            = Rohertrag
```

Die Position 4 (sonstige betriebliche Erträge) bleibt beim Rohertrag unberücksichtigt. Das alternativ anwendbare Umsatzkostenverfahren kennt als Zwischensumme das – nicht mit dem Rohertrag vergleichbare – Bruttoergebnis.

## Berechnung
Man unterscheidet zwei Stufen des Rohertrages.

### Rohertrag I
Der so genannte „Rohertrag I“ berechnet sich wie folgt:
```
  Umsatzerlöse (brutto)
- Erlösschmälerungen
- Umsatzsteuer
- Wareneinsatz (netto)
-------------------------------------------------
= Rohertrag I

```

### Rohertrag II
Der so genannte „Rohertrag II“ berechnet sich durch das Miteinbeziehen der Warenbezugskosten wie folgt:
```
  Rohertrag I
- Warenbezugskosten
-------------------------------------------------
= Rohertrag II

```

## Kennzahlen
Aus dem Rohertrag lassen sich zwei weitere Kennzahlen ermitteln, und zwar die Rohertragsquote und die Brutto-Rentabilität.
{\displaystyle {\text{Rohertragsquote}}={\frac {\text{Rohertrag}}{\text{Netto-Betriebsleistung}}}\cdot 100\,\%}
{\displaystyle {\text{Brutto-Rentabilität}}={\frac {\text{Rohertrag}}{\text{durchschnittlicher Warenbestand}}}\cdot 100\,\%}
Beide Kennzahlen stellen Rentabilitäts-Kennziffern dar, weil sie sich aus der Gegenüberstellung von Ertragsgrößen mit Leistungs- oder Bestandsgrößen ergeben. Die Handelsspanne entspricht genau genommen der Rohertragsquote, da beide relative Prozentzahlen sind.

## Betriebswirtschaftliche Funktion
Der Rohertrag berücksichtigt nur die den Umsatzerlösen direkt zurechenbaren Einzelkosten. Geht man dabei davon aus, dass der Material- und Wareneinsatz weitgehend mit den variablen Kosten identisch ist, zeigt der Rohertrag an, wie hoch maximal die Fixkosten sein dürfen, damit noch Gewinne entstehen. Der Rohertrag ist somit eine Restgröße, aus der die gesamten Betriebskosten finanziert werden müssen. Bei Handelsbetrieben ist der Rohertrag für die betriebliche Erfolgsmessung entscheidend. Er ist eine erste Maßgröße für die Wertschöpfungstiefe eines Unternehmens. Zieht man vom Rohertrag die direkt zurechenbaren Personalkosten (etwa Löhne in der Produktion wie Akkordlöhne) ab, ergibt sich als weitere Zwischensumme der Deckungsbeitrag:
```
  Rohertrag II
- Personaleinzelkosten
-------------------------------------------------
= Deckungsbeitrag

```

## Immobilienwirtschaft
Die Immobilienwirtschaft benutzt bei der Wertermittlung von Gebäuden die Begriffe Rohertrag und Reinertrag. Der Rohertrag ergibt sich aus den bei ordnungsgemäßer Bewirtschaftung und zulässiger Nutzung marktüblich erzielbaren Erträgen einer Immobilie (§ 2 Immobilienwertermittlungsverordnung). Zieht man von diesem Rohertrag die nicht umlegbaren Bewirtschaftungskosten ab, erhält man den Reinertrag (§ 31 Abs. 1 ImmoWertV).